# Zoquitipán
Zoquitipán är en ort i Mexiko.   Den ligger i kommunen Yahualica och delstaten Hidalgo, i den sydöstra delen av landet, 180 km norr om huvudstaden Mexico City. Zoquitipán ligger 297 meter över havet och antalet invånare är 1 346.
Terrängen runt Zoquitipán är huvudsakligen kuperad. Zoquitipán ligger nere i en dal. Runt Zoquitipán är det ganska tätbefolkat, med 100 invånare per kvadratkilometer. Närmaste större samhälle är Xochiatipan de Castillo, 17,3 km sydost om Zoquitipán. I omgivningarna runt Zoquitipán växer huvudsakligen savannskog.